# Saint-Martin-des-Champs (Yvelines)
Saint-Martin-des-Champs is een gemeente in het Franse departement Yvelines (regio Île-de-France) en telt 305 inwoners (1999). De plaats maakt deel uit van het arrondissement Mantes-la-Jolie.

## Geografie
De oppervlakte van Saint-Martin-des-Champs bedraagt 6,3 km², de bevolkingsdichtheid is 48,4 inwoners per km².
De onderstaande kaart toont de ligging van Saint-Martin-des-Champs (Yvelines) met de belangrijkste infrastructuur en aangrenzende gemeenten.

## Demografie
Onderstaande figuur toont het verloop van het inwonertal (bron: INSEE-tellingen).